# Famille Desloge
Pour les articles homonymes, voir Desloge (homonymie).
 (novembre 2024).
La famille Desloge est une famille américaine d'origine française, ayant fait fortune grâce au commerce international, au raffinage du sucre, au forage pétrolier, à la traite des fourrures, à l'extraction de minerais, aux chemins de fer et à l'immobilier.
La famille Desloge a également financé des hôpitaux et a fait don de grandes étendues de terres pour des parcs publics.

## Historique
Dans la première moitié du XIXe siècle, Firmin René Desloge, fils d'un négociant nantais, s'établit aux États-Unis pour rejoindre son oncle Ferdinand Rozier et l'associé de celui-ci, Jean-Jacques Audubon. Il développe les activités minières dans le Missouri, à Potosi. La Desloge Consolidated Lead Company (en) deviendra l'une des plus importantes et anciennes entreprises d'exploitation minière de plomb en Amérique.
En 1861, les Desloge s'installe dans la ville de Saint-Louis, à la suite des troubles causés par la Guerre civile américaine.
Firmin V. Desloge, le fils de Firmin René, construit plusieurs lignes de chemins de fer pour les besoins des usines et des mines de la société. Lors de sa mort en 1929, il était l'un des hommes les plus riches dans le monde, aux côtés de William Kissam Vanderbilt, d'Andrew Mellon et des Astor.
En 1932, l'héritage de Firmin V. Desloge a financé la construction du Firmin Desloge Hospital (en), aujourd'hui connu comme le Saint Louis University Hospital (en).
Joseph Desloge fonde « Killark Electric » en 1913 et a conçu un fusible électrique industrie spécialisée. Il était également propriétaire de « Minerva Oil » et a fondé la « Louisiane Manufacturing Company » et l'« Atlas Manufacturing Company ».
Louis Desloge fonde « Watlow Electric (en) » en 1922. En 2011, Watlow, toujours sous le contrôle des Desloge, employé 2 000 employés travaillant dans treize usines aux États-Unis, au Mexique, en Europe et en Asie et des bureaux de vente dans seize pays et un réseau de distribution mondial.
Theodore (Ted) Desloge Jr fonde et preside Park 'N Fly (en) en 1967.
En 2006, Theodore P. Desloge, Jr., arrière petit-fils de Firmin V. Desloge, et son épouse ont fait don de cinq millions de dollars pour le « Mr. and Mrs. Theodore P. Desloge, Jr. Outpatient Center » du St. Luke's Hospital (Chesterfield).
Christopher D. Desloge (1958) préside aujourd'hui le conseil de la holding « Madaket Growth, LLC ».

## Filiation
- Jean-Robert Desloges (-1791), négociant nantais, marié à Marguerite-Louise Mosneron.
  - Marie-Marguerite Desloges (1755-1793), épouse de Jean-Baptiste Sollier de La Quilterie.
  - Jean-Robert Desloges (1757-1788), capitaine de navire, marié à Mlle Edelin de La Praudière.
  - Joseph-Gilles Desloges de La Mulnière (1761-1830), négociant nantais, receveur des contributions directes et revenus de Paimbœuf, marié à Marie-Angélique Rozier (sœur de Ferdinand Rozier).
    - Joseph François Desloge (1793-1887), négociant, maire orléaniste de Morlaix de 1844 à 1848[1], président du conseil d'arrondissement.
      - Marie Renée Désirée Desloge (1818-1903), épouse de Charles-Joseph-Julien Labbé du Bourquet.
      - Félix-Adolphe Desloge (1820), marié à sa cousine Anna Desloge.
        - Anne-Marie Desloge (1854-1936), épouse de Jules Guillet de La Brosse, puis du marquis Jacques de Tinguy de Nesmy.

      - Louis-Charles Desloge (1820-1875), négociant.
        - Bathilde Desloge (1860-1918), épouse de l'ingénieur Paul Jégou d'Herbeline (fils de Charles Auguste Jégou d'Herbeline), puis de l'ingénieur Paul Dubois (fils de Paul-François Dubois).

      - Mathilde Desloge (1836-1866), épouse du peintre Charles Longueville.

    - Adolphe-Claude Desloge (1797-1891), homme d'affaires, marié à Anna Gouté.
      - Lise Desloge (1825-1853), épouse de l'ingénieur Henri-Auguste Cheguillaume.
      - Mathilde Desloge (1833-1910), mère d'Adolphe Jollan de Clerville.
      - Anna Desloge (1836-1903), épouse de son cousin Félix-Adolphe Desloge.

    - Firmin René Desloge (1803-1856), financier et industriel, établi aux États-Unis, marié à Cynthia McIlvaine.
      - Firmin Vincent Desloge (1843-1929), financier, industriel et philanthrope.
        - Firmin Vincent Desloge (1879-1952), industriel.
          - Firmin Desloge IV (1884-1953), marié à Durie Malcolm.

        - Joseph S. Desloge (1889-1971), homme d'affaires, fondateur de Killark Electric, Louisiana Manufacturing Company et Atlas Manufacturing Company

      - Zoe Desloge (1850-1935), épouse de Seth Wallace Cobb.
      - Jules Desloge (1854-1924)
        - Zoe Desloge (1873-1931), religieuse du Sacré-Cœur
        - Louis Desloge Sr (1885-), fondateur de Watlow (en)

    - Louisa Desloges (1809-1890), épouse du négociant Prudent Crouan (frère de Denis Crouan).

  - Michèle-Sophie Desloges (1766), épouse de Mathurin-Pierre Rousseau des Méloteries.

## Galerie

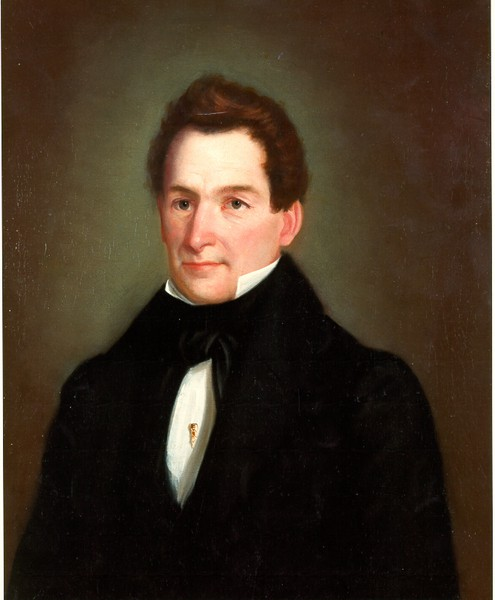
Portrait de Firmin René Desloge.
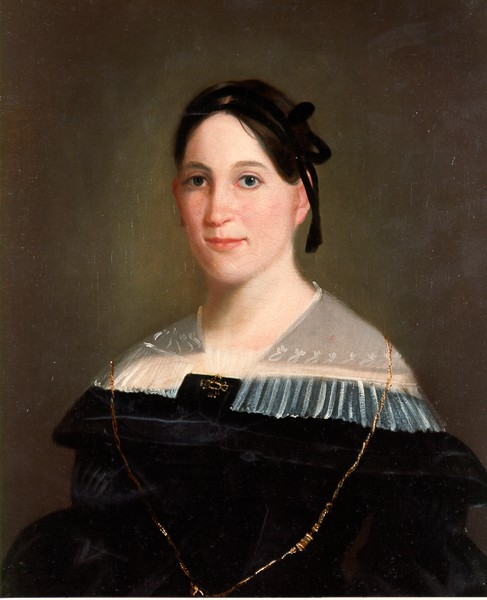
Portrait de Mme Firmin René Desloge, née Cynthian MacIlvaine.
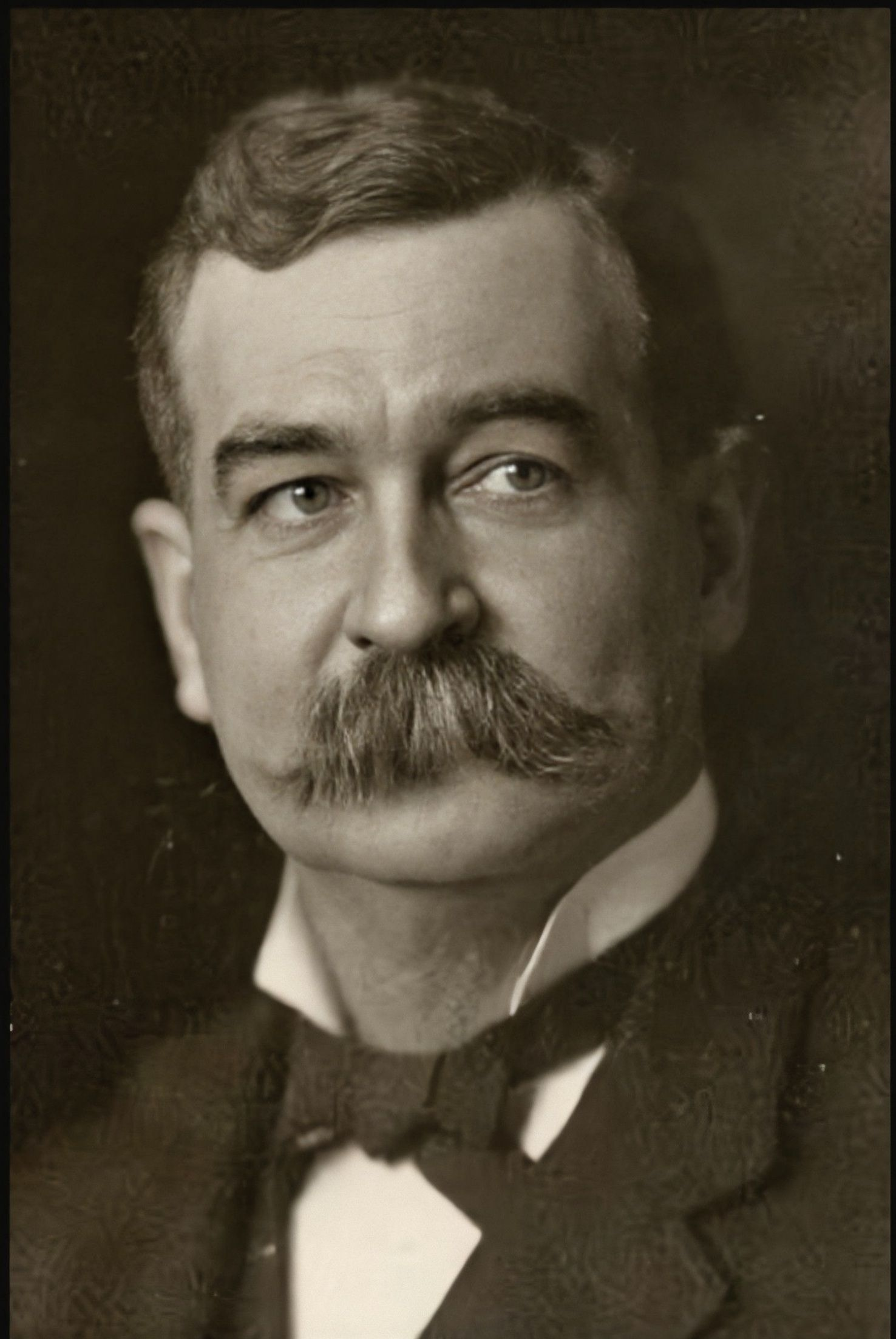
Firmin Vincent Desloge.